# أحلام الحمل

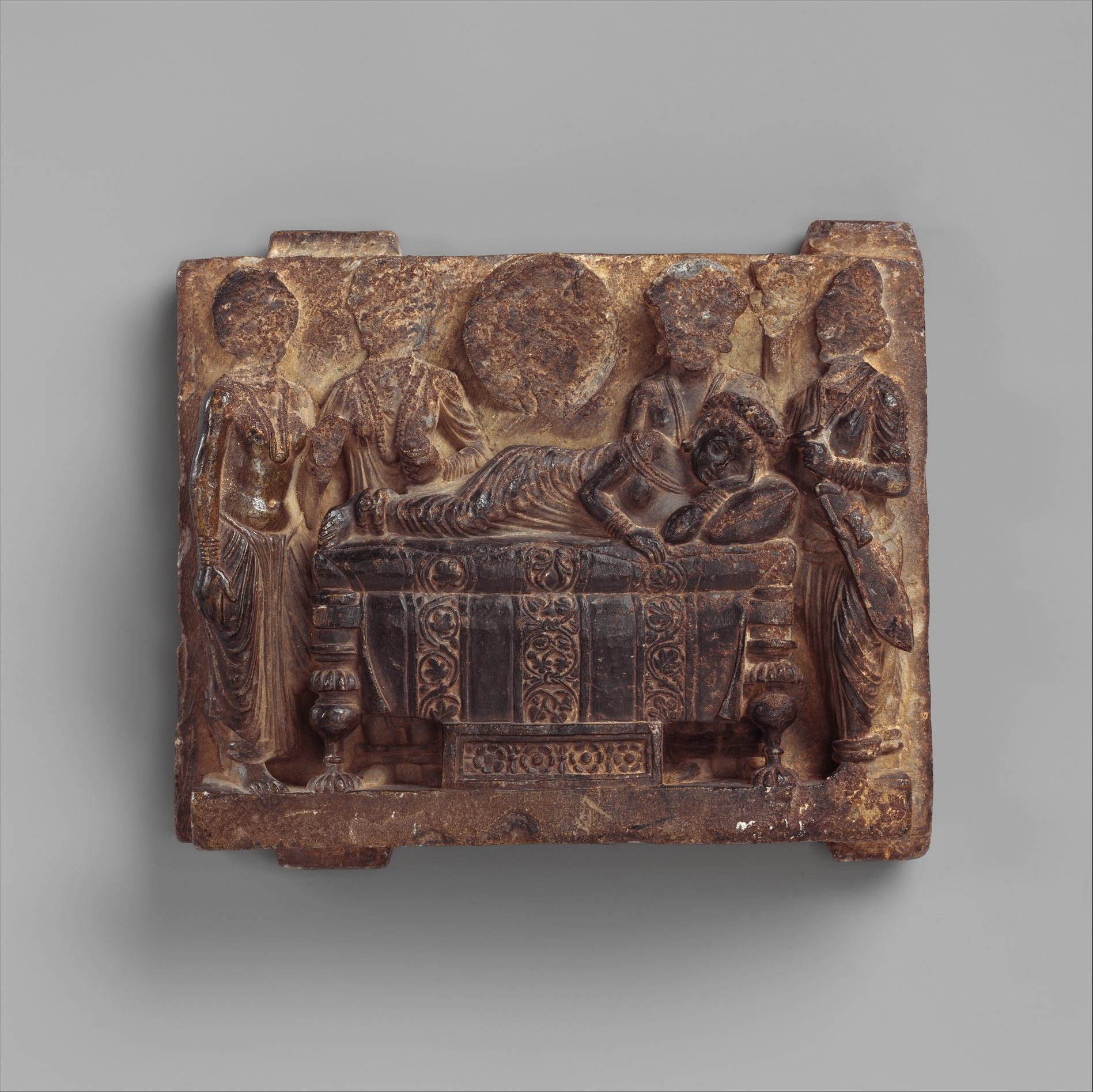
حلم الملكة مايا (تصور بوذا) كاليفورنيا،القرن الثاني، متحف المتروبوليتان للفنون

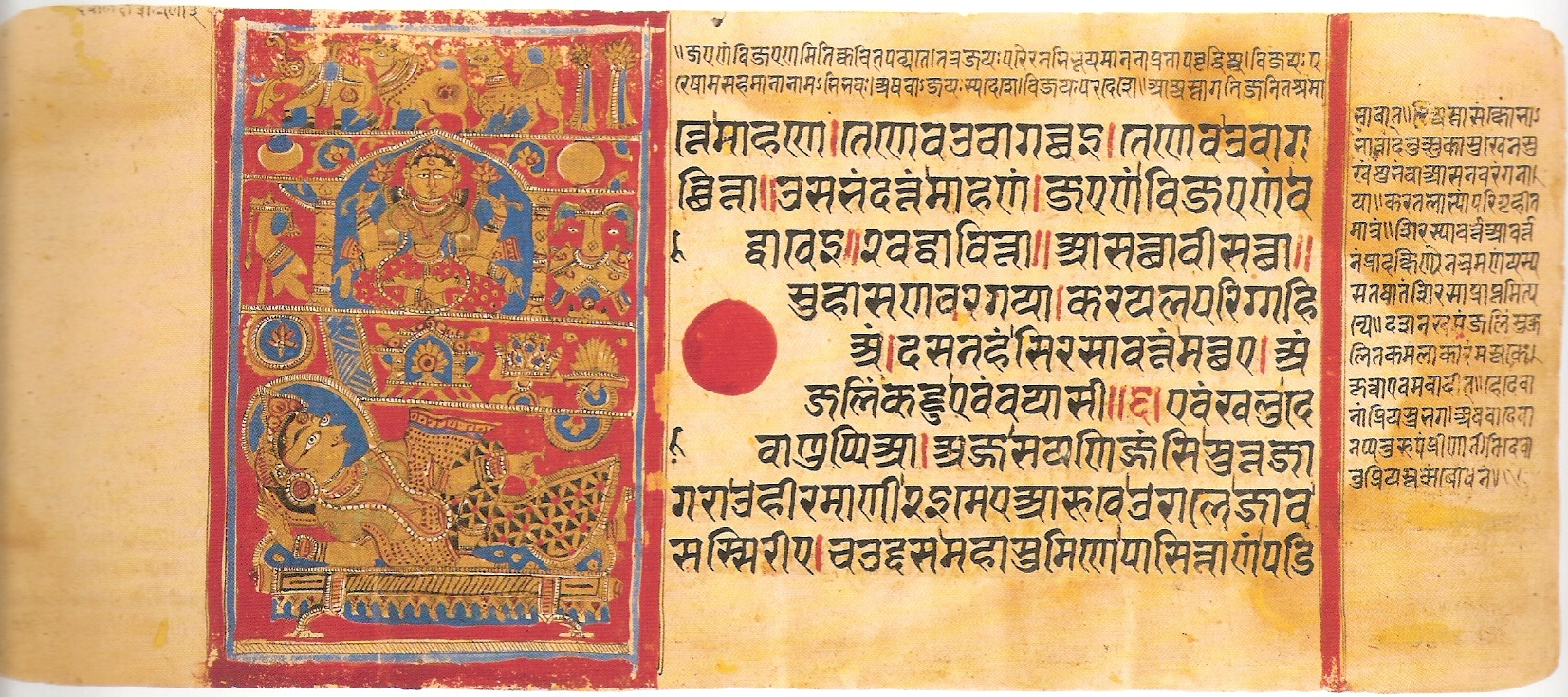
حلم الملكة تريشالز

أحلام الحمل هي أحلام يقال إنها تتنبأ بولادة طفل، تحلم به الأم المستقبلية أو الأشخاص المقربون منها. ينشأ الاعتقاد بأن الحلم سينبذ ولادة الطفل من الهند القديمة، وفي بعض البلدان الآسيوية.